# Gypona imita
Gypona imita är en insektsart som beskrevs av Freytag 2005. Gypona imita ingår i släktet Gypona och familjen dvärgstritar. Inga underarter finns listade i Catalogue of Life.